# Lobidiopteryx aurivilliusi
Lobidiopteryx aurivilliusi là một loài bướm đêm trong họ Geometridae.